# Joseph Conrad
Pour les articles homonymes, voir Joseph Conrad (homonymie) et Conrad.
Œuvres principales
- Nostromo
- Au cœur des ténèbres
- Lord Jim
- Typhon
- L'Agent secret

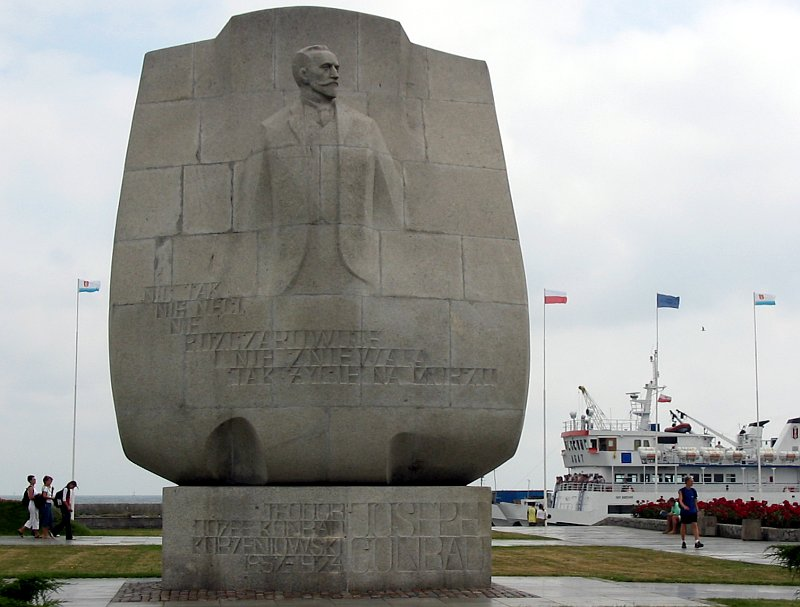
Monument dédié à Joseph Conrad à Gdynia (Pologne).

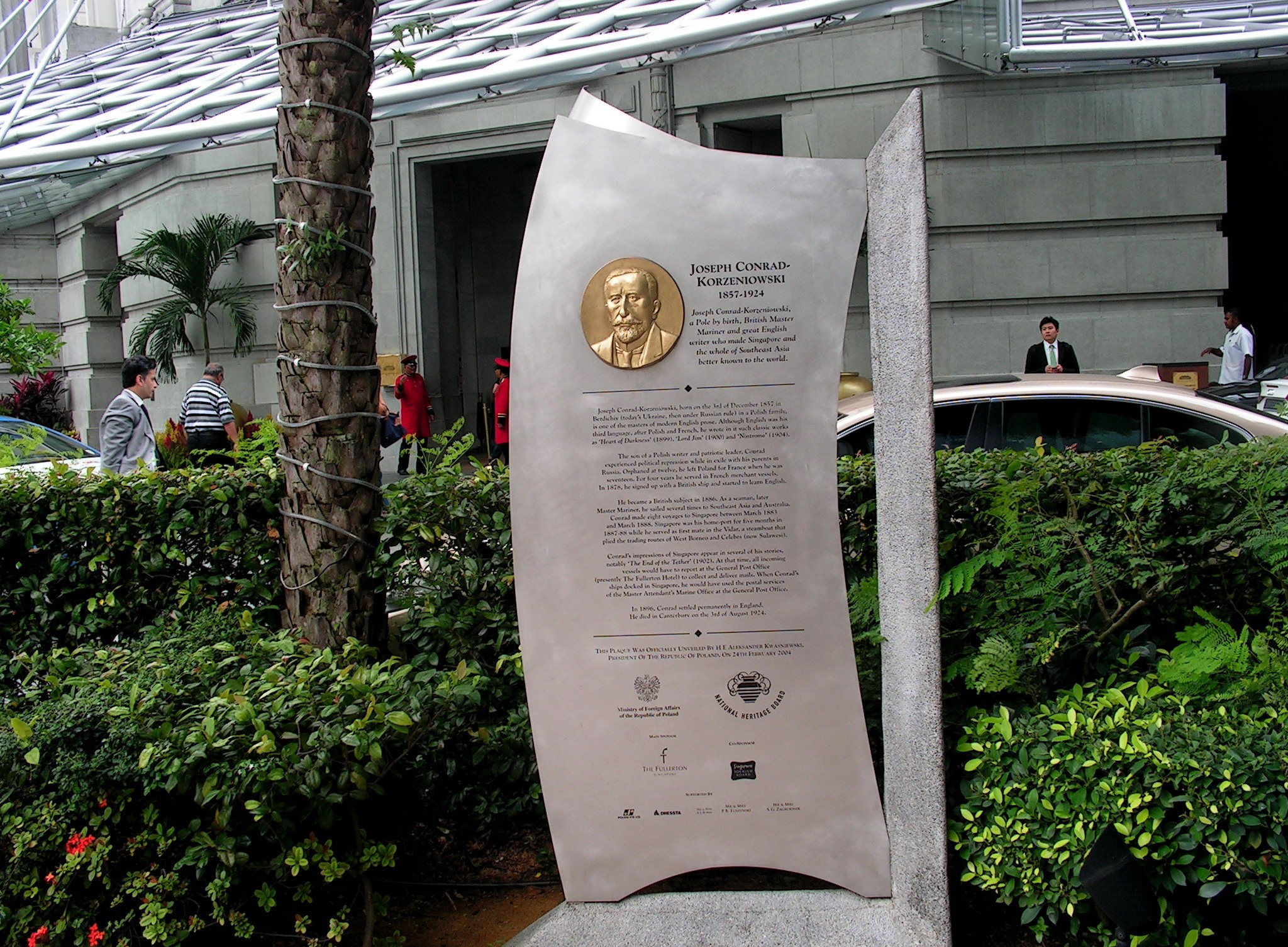
Plaque commémorant "Joseph Conrad-Korzeniowski", Singapour

Joseph Conrad, de son nom d'origine (en polonais) Józef Teodor Konrad Korzeniowski, né le 3 décembre 1857 à Berditchev (actuelle Ukraine, alors dans l'Empire russe), et mort le 3 août 1924 à Bishopsbourne (Angleterre), est un écrivain polonais et britannique d'expression anglaise.
Il est considéré comme l'un des plus grands écrivains de langue anglaise, bien qu'il ne parlât pas couramment cette langue avant la vingtaine, et en vint à être considéré comme un maître styliste de prose qui introduisit une sensibilité non anglaise dans la littérature anglaise. Il est l'auteur de romans et de nouvelles dont beaucoup se déroulent en mer, qui dépeignent des crises de l'individualité humaine au milieu de ce qu'il considérait comme un monde indifférent, impénétrable et amoral.
Conrad est considéré comme un impressionniste littéraire par certains et un des premiers modernistes par d'autres, bien que ses œuvres contiennent également des éléments du réalisme du XIXe siècle. Son style narratif et ses personnages anti-héroïques, comme dans Lord Jim par exemple, ont influencé beaucoup d'auteurs. De nombreux films dramatiques ont été adaptés et inspirés par ses œuvres. Certains écrivains et critiques ont fait remarquer que ses œuvres de fiction, écrites en grande partie au cours des deux premières décennies du XXe siècle, semblent avoir anticipé les événements mondiaux ultérieurs.
Écrivant à l'apogée de l'Empire britannique, Conrad s'est inspiré des vicissitudes de sa Pologne natale, partagée entre trois empires de 1772 à 1795, puis écrasée par la Russie lors des insurrections de 1830-1831 et de 1861-1864, mais aussi de ses propres expériences dans les marines marchandes française et britannique, pour écrire des nouvelles et des romans qui reflètent un monde dominé par l'Europe, par son impérialisme passant notamment par le colonialisme, mais qui explorent en profondeur la psyché humaine. 
L'analyse postcoloniale (en) de l'œuvre de Conrad a suscité un débat : en 1975, l'écrivain nigérian Chinua Achebe publie un article (en) accusant le roman Au cœur des ténèbres de racisme et de déshumanisation des indigènes. Mais d'autres chercheurs, comme Adam Hochschild et Peter Edgerly Firchow (en), se sont efforcés de réfuter l'analyse d'Achebe.

## Biographie

### Origines familiales et formation
Né en 1857 à Berditchev (aujourd'hui Berdytchiv), Józef Korzeniowski est issu d'une famille de la noblesse polonaise, membre du clan Nałęcz. Berditchev est en effet une ville de Volhynie, province qui jusqu'à la fin du XVIIIe siècle faisait partie de la république des Deux Nations (capitale : Varsovie), plus particulièrement du royaume de Pologne (capitale : Cracovie). La Volhynie est annexée par la Russie lors des trois partages de la Pologne (1772, 1793 et 1795), qui suppriment tout État polonais, mais pas le patriotisme de la noblesse polonaise, qui se traduit par plusieurs insurrections au cours du XIXe siècle. 
Il est le fils d'Apollo Korzeniowski (1820-1869), écrivain, et de son épouse, née Bobrowska (?-1865).
En 1861, la famille Korzeniowski quitte la Volhynie pour venir à Varsovie. En octobre de la même année, son père, qui participe aux préparatifs de l'insurrection contre la Russie, est arrêté et emprisonné à la citadelle de Varsovie, puis condamné à l'exil en Russie, d'abord à Vologda, puis à Tchernigov. 
Sa famille le suit dans l'exil. La mère de Józef meurt de la tuberculose en avril 1865. Gravement malade lui-même, Apollo Korzeniowski est amnistié en 1868. Il s'installe alors avec son fils à Lwów (ou Lemberg, aujourd'hui Lviv en Ukraine), ville polonaise qui fait partie de l'empire d'Autriche-Hongrie. L'année suivante, ils viennent à Cracovie (aussi en Autriche-Hongrie), où Apollo meurt peu après, en mai 1869. 
Orphelin à l'âge de onze ans, Józef est confié à son oncle maternel, Tadeusz Bobrowski (en) (1829-1894), qui habite aussi à Cracovie, et à qui il devait rester très attaché, entretenant avec lui une correspondance suivie jusqu'à la mort de ce dernier. Le frère de Tadeusz, Stefan (1840-1863) a joué un rôle notable au début de l'insurrection de 1861-1864.
Józef fait ses études secondaires au lycée de Cracovie.

### Carrière maritime
À la fois pour des raisons de santé et parce qu'il est attiré par la carrière maritime, Józef part en 1874 pour Marseille, où il embarque comme mousse sur un voilier. Il fait ainsi pendant près de quatre ans son apprentissage en France pour entrer ensuite dans la marine marchande britannique, où il va demeurer plus de seize ans. Il obtient son brevet de capitaine au long cours le 10 novembre 1886, prend la même année la nationalité britannique, sous le nom de Joseph Conrad et commence à écrire. Conrad parle avec une égale facilité le polonais, l’allemand, le français et l’anglais ; mais il décide d’écrire dans la langue de sa nouvelle patrie.
En 1887, après un séjour à l'hôpital de Singapour pour une blessure reçue en mer, Conrad embarque comme second sur le Vidar et effectue au moins quatre voyages à Bornéo et des séjours à Berau.
En 1888, il embarque sur le voilier Otago qui est son premier et unique commandement comme capitaine. En 1890, recommandé auprès du capitaine Albert Thys, administrateur de la Compagnie du Commerce et de l'Industrie du Congo, il part travailler comme capitaine de steamer pour la Société du Haut-Congo officiant dans l'État indépendant du Congo. Il est engagé pour trois ans, mais ne réalise qu'un aller-retour en steamer entre Stanley-Pool et Stanleyville avant d'être rapatrié en Europe pour dysenterie.
En 1891, après une hospitalisation à Londres et une convalescence à Champel en Suisse, il embarque, le 19 novembre, comme second sur le clipper Torrens pour l'Australie. Après un deuxième voyage à Adélaïde et une visite à son oncle Tadeusz Bobrowski (en) en Pologne, il est rayé des rôles du Torrens et en novembre 1893 embarque sur le vapeur Adowa comme second, pour le Canada, avec escale à Rouen. En janvier 1894, l'Adowa retourne à Londres où débarque Conrad. C'est la fin de sa carrière maritime.

### Carrière littéraire

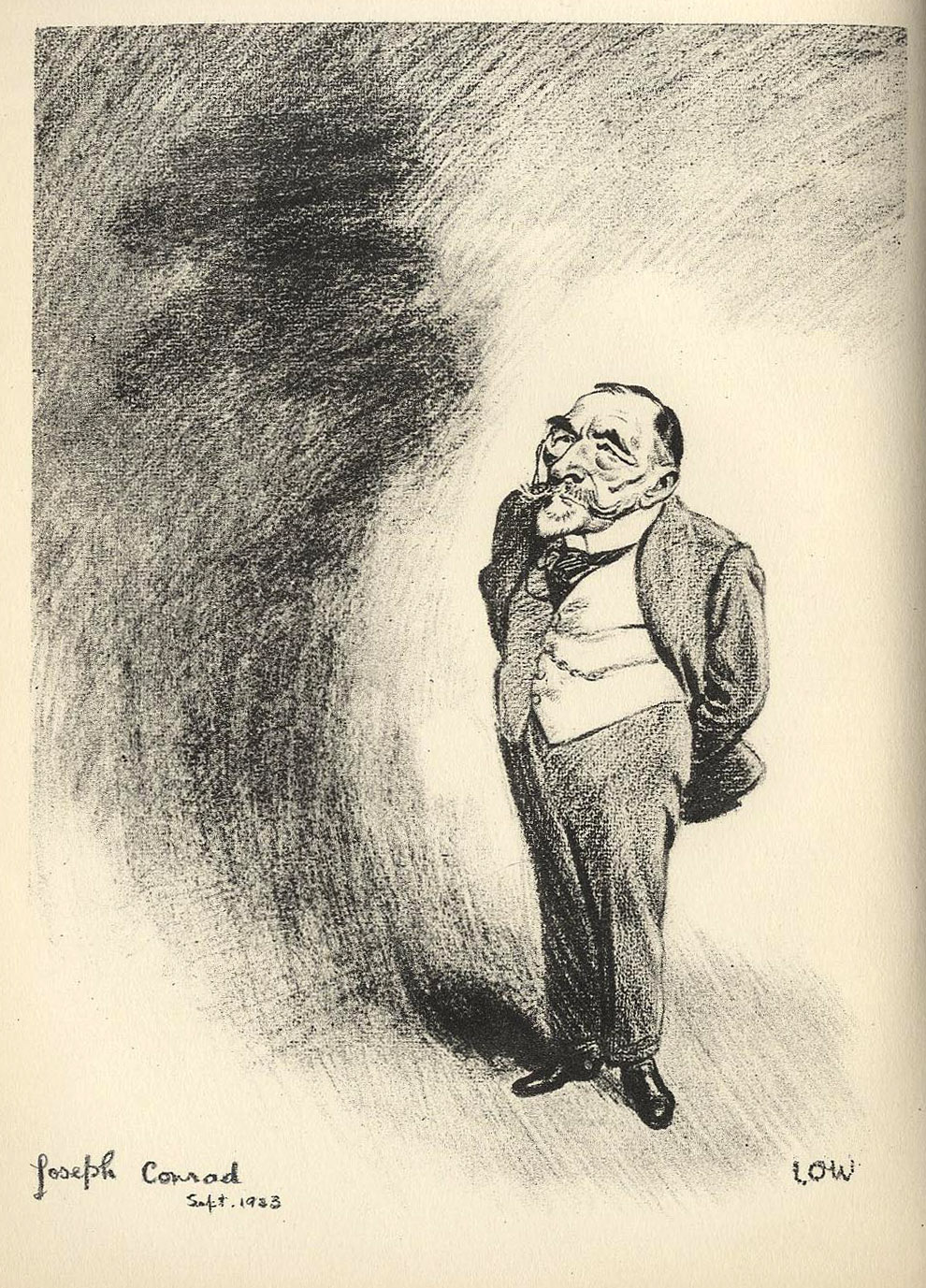
Caricature par David Low, 1923.

Se consacrant désormais à son travail littéraire, Conrad achève La Folie Almayer qui paraît en avril 1895, écrit Un paria des îles publié en avril 1896. Désespérant de retrouver un commandement, il écrit à un ami « il ne me reste que la littérature comme moyen d'existence » et déclare clairement écrire pour l'argent… La même année, il épouse Jessie George et séjourne en Bretagne de mars à septembre — la vie est moins chère à Lannion et l'Île-Grande qu'à Londres — et y écrit certains de ses textes. De retour en Angleterre, il s'installe à Stanford-le-Hope, Essex, puis, en mars 1897, à Ivy Walls, Essex (publication du Nègre du Narcisse). Son fils Boris (1898-1978), naît en 1898 (publication du recueil de nouvelles Inquiétude), et en octobre, la famille Conrad s'installe à Pent Farm, Kent, maison louée par l'écrivain Ford Madox Ford.
En août 1906, après la naissance du deuxième fils, John (1906-1982), les Conrad séjournent à Montpellier, puis à Genève. Il publie le Miroir de la mer.
En juin 1910, Conrad, qui vient de souffrir d'une grave dépression nerveuse, quitte sa résidence d'Aldington, dans le Kent, où il s'est installé l'année précédente, pour Capel House, ferme isolée près d'Ashford, dans le même comté, pour près de dix ans cette fois. En octobre 1911, il publie Sous les yeux de l'Occident.

En 1914, Joseph Conrad, son épouse et leurs deux fils se rendent en Pologne. Se trouvant à Cracovie au moment de la déclaration de guerre, ils séjournent à Zakopane pendant deux mois, rencontrant diverses personnalités.
En 1919, obligés de quitter Capel House, les Conrad s'installent provisoirement à Spring Grove (publication de La Flèche d'or), puis vont habiter à Oswalds où est achevée la rédaction de La Rescousse. Pour faciliter la rédaction de l'Attente, Jessie et Joseph Conrad effectuent en janvier 1921 un voyage en Corse puis Conrad, seul, une tournée aux États-Unis en 1923 (publication du roman Le Frère-de-la-Côte).

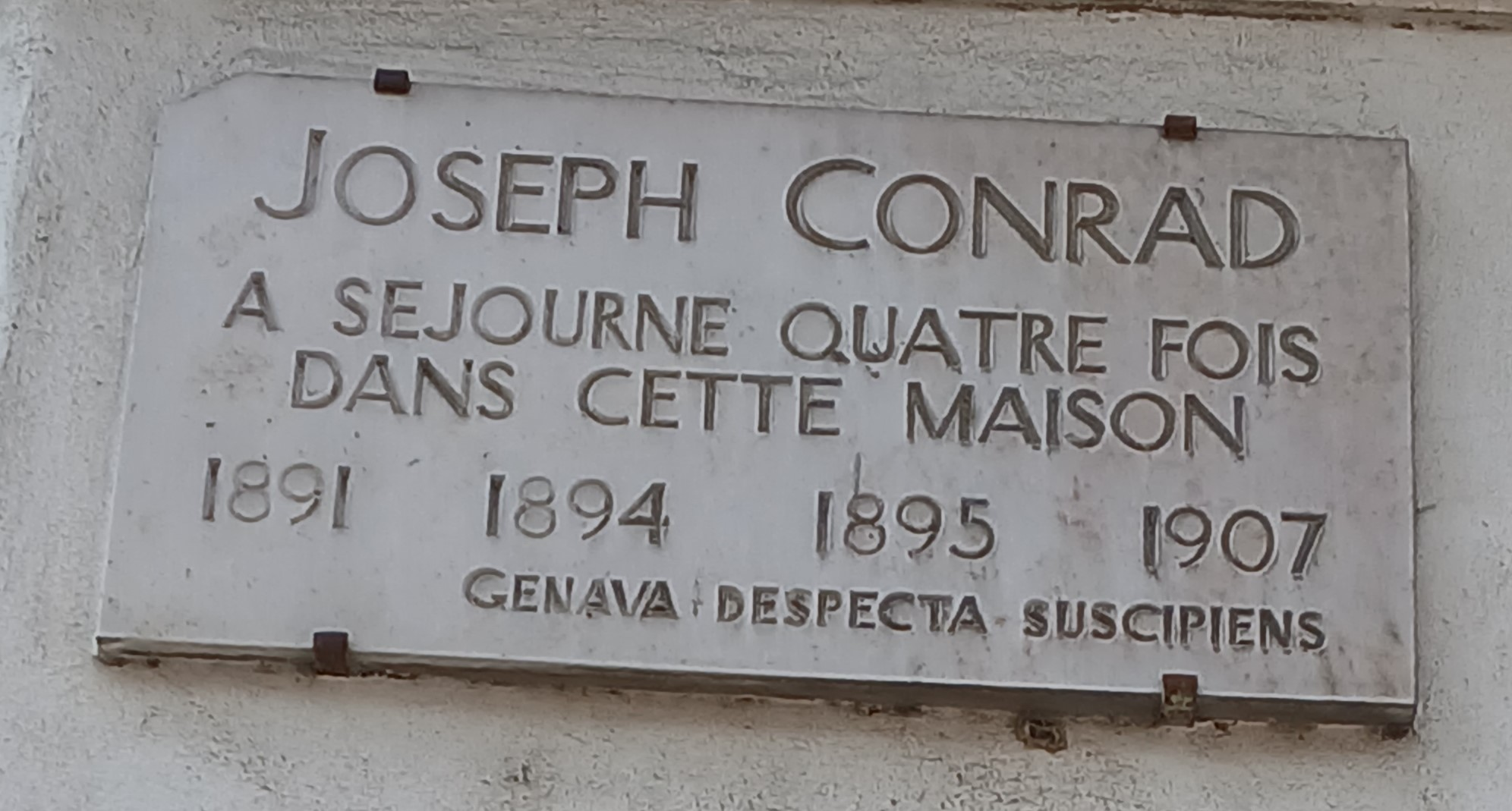
Souvenir des quatre séjours genevois de Joseph Conrad

En 1924, après une crise cardiaque en juillet, Joseph Conrad meurt le 3 août à Bishopsbourne. Il est enterré le 7 août à Canterbury.
C'est en 1925 que paraissent Derniers Contes et un roman inachevé, L'Attente .

## Une écriture
En 1895, il publie son premier livre, La Folie Almayer, où il dépeint la perdition d’un Occidental en Malaisie. Dès lors paraissent régulièrement d’autres livres, toujours plus remarqués par les lettrés. Mais Conrad ne connaît que tardivement le succès commercial, avec Chance en 1913, ce dont il eut toujours du mal à comprendre la raison, sans doute la trop grande complexité de son œuvre. Tout au long de sa vie d'auteur, il a affirmé vouloir écrire pour le grand public, et laisse une œuvre considérable, notamment Le Nègre du Narcisse, Lord Jim, Jeunesse, Au cœur des ténèbres, Typhon, Nostromo, Le Miroir de la mer, Sous les yeux de l'Occident, L'Agent secret, Victoire.
Il a été classé parfois comme auteur de « romans de mer », ce qui serait aussi restrictif que pour Herman Melville sous le prétexte que celui-ci est surtout connu pour Moby Dick.
De fait, Au cœur des ténèbres, Lord Jim, Nostromo, L'Agent secret, Sous les yeux de l'Occident, Victoire, de grands, sombres et profonds romans, ne se passent pas, ou peu, en mer…
Certains regardent Conrad comme un précurseur de l'existentialisme ; ses personnages sont faillibles, désenchantés, mais ne renoncent jamais à affronter la vie.
Conrad parle couramment le français, avec l'accent marseillais, en raison de son séjour dans la cité phocéenne. André Gide est son intercesseur dans le milieu littéraire français et traduit lui-même Typhon.
Un Anarchiste, une des nouvelles du recueil A set of six, se passe en Guyane avec, pour personnage principal, un jeune Parisien.

## Évocation littéraire
Dans son ouvrage biographique Mon éducation - Un livre des rêves, l'écrivain William S. Burroughs se souvient ou rêve du « passage de l'orage », et en cite un extrait : « ...dans toute cette troupe d'hommes transis et affamés, qui attendaient avec lassitude une mort violente, on n'entendit aucune voix ; ils restaient muets et sombrement pensifs, écoutaient les horribles imprécations de la tempête... ». Dans le même rêve, il lit Jeunesse. Dans une interview de 1988 avec Kathy Acker, il cite Conrad comme étant sa source première d'inspiration littéraire, avec Kafka et Baudelaire.
Joseph Conrad est également évoqué dans le roman Martin Eden de Jack London. Ce dernier y fait allusion en retranscrivant les pensées de son personnage principal, Martin, lequel peine à être publié dans les revues locales : « Il compara sa nouvelle, encore à peine ébauchée, avec celle de plusieurs écrivains de la mer et il en arriva à cette conclusion qu'elle leur était infiniment supérieure. Seul Joseph Conrad, murmura-t-il, pourrait rivaliser avec moi. Et il s'imaginait Conrad lui étreignant la main et lui disant : Bravo, Martin Eden, bravo ! » (chapitre 27).
Dans une lettre du 3 août 1915 destinée à Madeleine Pagès, Guillaume Apollinaire évoque Joseph Conrad : « Il y a trois polonais connus dans les lettres aujourd'hui et ils n'écrivent point en polonais.
Conrad en Angleterre (il a du talent).
Przybyzeswky en Allemagne.
Et moi en France. »

## Œuvres

### Romans
- 1895 : La Folie Almayer (Almayer's Folly)
- 1896 : Un paria des îles (An Outcast of the Islands)
- 1897 : Le Nègre du Narcisse (The Nigger of the Narcissus)
- 1899 : Au cœur des ténèbres (Heart of Darkness)
- 1900 : Lord Jim (Lord Jim)
- 1901 : Les Héritiers (The Inheritors), avec Ford Madox Ford
- 1903 :
  - L'Aventure (Romance), avec Ford Madox Ford
  - Typhon (Typhoon)
- 1904 : Nostromo
- 1907 : L'Agent secret (The Secret Agent)
- 1911 : Sous les yeux de l'Occident (Under Western Eyes)
- 1913 : Fortune (Chance)
- 1915 : Victoire (Victory)Le manuscrit du roman est vendu aux enchères à New York pour 105 000 Frs en 1963[10]
- 1917 : La Ligne d'ombre (The Shadow Line)
- 1919 : La Flèche d'or (The Arrow of Gold)
- 1920 : La Rescousse (The Rescue)
- 1923 : Le Frère-de-la-Côte (The Rover) dont l'action se déroule sur la presqu'île de Giens
- 1924 : La Nature d'un crime (The Nature of a Crime), avec Ford Madox Ford
- 1925 : L'Attente (Suspense)

### Recueils de nouvelles
- 1898 : Tales of Unrest (Inquiétude)
- 1902 : Youth and Other Stories (Jeunesse avec, notamment, Au cœur des ténèbres parue en 1899)
- 1903 : Typhoon and Other Stories (Typhon et autres récits)
- 1908 : A Set of Six (Six nouvelles avec, notamment, Le Duel qui a inspiré le film de Ridley Scott, Les Duellistes)
- 1912 : Twixt Land and Sea (Entre terre et mer)
- 1915 : Between the Tides (En marge des marées)
- 1925 : Tales of Hearsay (Derniers Contes)

### Textes
- 1915 : Poland Revisited (Retour en Pologne)
- 1924 : The Romance of Travels (Du goût des voyages)
- 1925 : The Congo Diary (Carnets du Congo)

### Mémoires
- 1906 : The Mirror of the Sea (Le Miroir de la mer)
- 1912 : Some Reminiscences (Souvenirs personnels)

### Correspondance
- 1929 : Lettres françaises, avec une introduction et des notes de G. Jean-Aubry, ami, traducteur et biographe de Joseph Conrad (Gallimard)

## Biographies de Joseph Conrad
- 1914 : Joseph Conrad, a Study, de Richard Curle
- 1916 : Joseph Conrad, de Hugh Walpole
- 1922 : Joseph Conrad and his Romantic Realism, de Ruth M. Sauffer
- 1923 : Joseph Conrad, an Appreciation, d'E. Rendz
- 1924 : Joseph Conrad, de G. de Voisins (in no 1er mars de la Revue de Paris)
- 1924 : NRF, numéro de décembre 1924 consacré à Joseph Conrad
- 1926 : Joseph Conrad in the Congo, de G. Jean-Aubry (Boston, Little, Brown)
- 1927 : Joseph Conrad Life and Letters, de G. Jean-Aubry (2 volumes, Garden City, New York, Doubleday, Page)
- 1929 : Joseph Conrad, l'homme et l'œuvre, de Maurice David (Éditions de la Nouvelle Revue Critique)
- 1947 : Vie de Conrad, de G. Jean-Aubry (Gallimard)
- 1968 : Les Années de mer de Joseph Conrad, de Jerry Allen (Denoël)
- 1987 : Joseph Conrad, Trois vies, de Frederik R. Karl traduit de l'anglais par Philippe Mikriammos (Éditions Mazarine)
- 1992 : Joseph Conrad, Biographie, de Zdzisław Najder traduit de l'anglais par Christiane Cozzolino et Dominique Bellion (Éditions Criterion)
- 2001 : Joseph Conrad, a Biography, de Jeffrey Meyer (Cooper Square Press)
- 2003 : Conrad, l'étrange bienfaiteur, d'Alain Dugrand (Fayard)
- 2003 : Joseph Conrad et le Continent, de Claudine Lesage (Houdiard)
- 2011 : Conrad, le Voyageur de l'inquiétude, d'Olivier Weber (Arthaud-Flammarion)
- 2013 : Au bord de la mer violette, d'Alain Jaubert, Gallimard (biographies parallèle de Conrad et Rimbaud)
- 2016 : La Malle de Joseph Conrad, de Dario Pontuale, Zeraq, Bordeaux
- 2020 : Le Monde selon Joseph Conrad, de Maya Jasanoff, Albin Michel

## Sur...
- André Green, Joseph Conrad : le premier commandement, Ed. In Press, 2008, coll. « In press edito »,  (ISBN 978-2-84835-146-9)
- « Joseph Conrad, fossoyeur du mythe colonial »[11], critique d'Au cœur des ténèbres par Marc Delrez, Politique, revue débats, Bruxelles, no 65, juin 2010.
- Alain Finkielkraut, La tragédie de l'inexactitude: lecture de Lord Jim, in Un cœur intelligent, Stock/Flammarion, 2009
- (en) Yves Hervouet, The French Face of Joseph Conrad, Cambridge University Press, 1990  (ISBN 978-0-521-38464-3)
- Une revue lui est consacrée : L’Époque conradienne publiée aux Presses universitaires de Limoges par la société conradienne française
- (de) Horst Gödicke, Der Einfluss Flauberts und Maupassants auf Joseph Conrad (L'influence de Flaubert et de Maupassant sur Joseph Conrad), (Thèse de doctorat, Université de Hambourg), Hamburg, 1969

## Adaptations

### Au cinéma
- 1919 : Le Secret du bonheur, film muet américain réalisé par Maurice Tourneur, adaptation du roman Victoire (Victory), avec Jack Holt, Seena Owen et Wallace Beery
- 1925 : Lord Jim, film muet américain réalisé par Victor Fleming, adaptation du roman Lord Jim, avec Percy Marmont, Shirley Mason et Noah Beery
- 1927 : Le Chevalier pirate (The Road to Romance) de John S. Robertson
- 1929 : Le Forban (The Rescue),  film américain, sonore mais sans dialogues, réalisé par Herbert Brenon, adaptation du roman La Rescousse (The Rescue), avec Ronald Colman, Lili Damita, Alfred Hickman
- 1930 : Dangerous Paradise réalisé par William A. Wellman
- 1936 : Agent secret, film britannique réalisé par Alfred Hitchcock, adaptation du roman L'Agent secret
- 1951 : Le Banni des îles (Outcast of the Islands), film britannique réalisé par Carol Reed, d'après le roman Un paria des îles (Outcast of the Islands), avec Ralph Richardson, Trevor Howard, Robert Morley et Wendy Hiller
- 1965 : Lord Jim , film américain réalisé par Richard Brooks, adaptation du roman Lord Jim, avec Peter O'Toole, James Mason, Curd Jürgens, Eli Wallach
- 1967 : Peyrol le boucanier (L'avventuriero), film italien réalisé par Terence Young, adaptation du roman Le Frère-de-la-Côte
- 1976 : Smuga cienia, film anglo-polonais réalisé par Andrzej Wajda, d'après le roman éponyme
- 1977 : Les Duellistes, film britannique réalisé par Ridley Scott, d'après la nouvelle Le Duel, avec Harvey Keitel, Keith Carradine et Albert Finney. Le film obtient le prix de la première œuvre à Cannes. Peut-être en guise de remerciements, Ridley Scott donne le nom de Nostromo au vaisseau spatial de son célèbre film Alien[12]
- 1979 : Apocalypse Now, film américain de Francis Ford Coppola, adaptation très libre d'Au cœur des ténèbres, court roman qui n'est pas crédité au générique
- 1995 : Victory, réalisé par Mark Peploe, d'après le roman éponyme de Joseph Conrad
- 1996 : L'Agent secret, film britannique réalisé par Christopher Hampton, adaptation du roman L'Agent secret, avec Patricia Arquette, Bob Hoskins, Gérard Depardieu, Christian Bale
- 2005 : Gabrielle, film français réalisé par Patrice Chéreau, adaptation très libre de la nouvelle Le Retour (The Return), avec Isabelle Huppert et Pascal Greggory
- 2012 : La Folie Almayer, film français réalisé par Chantal Akerman, adaptation très libre du premier roman de Conrad, La Folie Almayer, avec Stanislas Merhar, Marc Barbé et Aurora Marion[13]

### À la télévision
- 1973 : La Ligne d'ombre, téléfilm réalisé par Georges Franju, d'après le récit éponyme, avec Jean Babilée et Tino Carraro
- 1983 : Le Corsaire, mini-série adaptée du roman Le Frère-de-la-Côte, coproduit par Antenne2, Telecip, et la RAI, réalisée par Franco Giraldi avec Philippe Leroy, Laura Morante, Ingrid Thulin ;
- 1991 : Joseph Conrad, d'après le scénario de Pierre Kast, Le Rajah de la mer, série 6 × 55 min, diff. FR3, juillet-août 1991.
- 1993 : Au cœur des ténèbres (Heart of Darkness) de Nicolas Roeg, avec Tim Roth
- 1993 : Pour demain, de Fabrice Cazeneuve, avec Michel Bouquet
- 1996 : Nostromo, mini-série de la BBC réalisée par Alastair Reid, avec Claudio Amendola, Albert Finney, Colin Firth, Lothaire Bluteau et Claudia Cardinale. Pendant les années 1980, le réalisateur anglais David Lean a longuement travaillé sur une adaptation cinématographique. À la mort du réalisateur, en avril 1991, le projet est abandonné. Le roman Nostromo est finalement adapté pour la télévision britannique
- 2002 : Au bout du rouleau , téléfilm de Thierry Banisti, avec Richard Bohringer, d'après la nouvelle "The End of the Tether"

### En littérature
- Sven Lindqvist s'inspire de la nouvelle Au cœur des ténèbres et du contexte dans lequel Joseph Conrad l'a rédigée pour son livre Exterminez toutes ces brutes ! (expression qui conclut le rapport de Kurtz dans la nouvelle de Conrad).

## Bande dessinée
- Jean-Philippe Stassen et Sylvain Venayre, Cœur des ténèbres précédé de Un avant-poste du progrès, édition illustrée et commentée (roman graphique), Futuropolis/Gallimard, 2006[14]
- Kongo : le ténébreux voyage de Josef Teodor Konrad Korzneniowski, scénario de Christian Perrissin, dessin de Tom Tirabosco (Futuropolis, 2013). Roman graphique (plus un dossier explicatif) basé sur le voyage de Joseph Conrad au Congo, qui lui inspirera notamment Un avant-poste du progrès et Au cœur des ténèbres.
- En 2014, deux auteurs de bande dessinée, Stéphane Miquel et Loïc Godart adaptent le roman Au cœur des ténèbres pour les éditions Soleil[15],[16].
- Le lendemain du monde (2017), scénario de Olivier Cotte, dessin de Xavier Coste, Casterman. Roman graphique de science-fiction inspiré de Au cœur des ténèbres, l'action est transposée dans un univers post-apocalyptique[17].
- Cœur de ténèbres, scénario de Jean-Pierre Pécau, dessin de Benjamin Bachelier (Delcourt, 2019) ; roman graphique inspiré de Au cœur des ténèbres, transposant l'action dans les marais de la Loire, en pleine Révolution française.
- Amen, bande dessinée de Georges Bess (Glénat), sortie en 2021 transposant la nouvelle dans un monde futuriste, l'action prenant lieu sur une autre planète.

## Hommages
- Joseph Conrad (voilier), un trois-mâts baptisé en hommage à l'écrivain, bateau musée en 2020.